# Delosperma lehmannii
Delosperma lehmannii (Eckl. & Zeyh.) Schwantes ex H.Jacobsen, 1926) è una pianta succulenta appartenente alla famiglia delle Aizoaceae, endemica delle province del Capo, in Sudafrica.

## Descrizione
D. lehmannii è una pianta compatta, con foglie glauche dalla caratteristica sezione triangolare.

### Fusto
Ha numerosi germogli corti decombenti. Tutte le parti sono glabre.

### Foglie
Biforcate, a 3 angoli. Foglie su germogli lunghi fino a 4 cm (per lo più 20-25 mm di lunghezza) e 8-10 mm di larghezza e distanti tra loro.
Ciglia oblique all'inizio, che dall'alto spuntano uniformemente verso l'apice acuto, più bruscamente di lato, ogni foglia con un germoglio corto sviluppato a 2 foglie all'ascella, non papilloso. Sui germogli corti le foglie sono da ovali a quasi globose e quasi imbricate, lunghe 12-16 mm, larghe 6-8 mm e spesse.

### Fiori
Circa 4 cm di diametro in un timo peduncolato, a più fiori. Sei sepali. Petali da bianchi a paglierini traslucidi, di lunghezza decrescente verso il centro.

### Frutti
Capsule: 6-8 camere.
Semi: 0,9-1 mm di lunghezza, 0,6-0,75 mm di larghezza.

## Distribuzione e habitat
C. lehmannii è una specie endemica del Sudafrica, diffusa nella fascia costiera orientale della penisola del Capo (Provincia del Capo orientale) su un'area di circa 70 km² tra Coega e Port Elizabeth.
Cresce su terreni quarzici, sopporta bene aridità e temperature fino a -5°.
Densamente frondosa, forma un cuscino con una radice a fittone e alcune radici avventizie aggiuntive su steli tentacolari e prostrati.

## Conservazione
Benché non sia ancora stata sottoposta ad una valutazione dell'IUCN, per il South African National Biodiversity Institute (SANBI) è da classificare come una specie a rischio estremamente alto di estinzione in natura. Difatti nel 2006, delle sei popolazioni registrate, quattro risultavano estinte per l'espansione urbana di Port Elizabeth; in una delle rimanenti subpopolazioni vicino a Coega oltre il 60% dell'habitat era andato perduto per attività minerarie.